# 北港里
北港里位於中華民國桃園市大園區，共有20個鄰，人口為3115人（截至2014年7月），原名北港村，於桃園縣升格為直轄市後改名為北港里。